# Рижское общество естествоиспытателей
Рижское общество естествоиспытателей (нем. Naturforscher-Verein zu Riga; латыш. Rīgas Dabaspētnieku biedrība) — общественная организация, основанная в Риге в 1845 году врачами, аптекарями и лютеранскими пасторами Прибалтийских губерний Российской империи, с целью формирования общественного интереса к естественным наукам, развития научных исследований и применения их результатов в торговле, промышленности и обществе.

## История
Инициатором создания общества стал энтомолог Беньямин Август Гиммерталь (1779—1848). Его поддержали врачи К. Й. Миллер (1796—1875), В. Содовский (1797—1858) и сын Меркеля А. Е. Меркель (1810—1863). На учредительном собрании в зале Домской школы 27 марта 1845 года собралось 160 участников. В 1847 году начали издаваться «Труды Рижского общества естествоиспытателей».
Первоначально действовало пять секций: зоологии (возглавил доктор медицины А. Е. Меркель), ботаники (фармацевт К. А. Хойгель), минералогии (фармацевт Л. Зеезен), физики и астрономии (доктор философии Г. Дитерс), химии (фармацевт К. Фредеркинг).
В 1853 году было создано аналогичное рижскому — Общество естествоиспытателей при Дерптском университете. Несмотря на отсутствие в Риге университета, общество постепенно расширялось и содержательно углубляло свою деятельность в области ботаники, зоологии, минералогии, химии, особенно после основания Рижского политехнического училища. В деятельности общества стали участвовать его преподаватели, а также преподаватели Рижской городской гимназии и Рижской реальной гимназии.
В 1910 году Карл Рейнхольд Купфер на заседании Рижского общества естествоиспытателей предложил создать в Морицсале природный заповедник – «район природных красот» и в 1912 году территория первого заповедника в Латвии Морицсала была передана под контроль Общества естествоиспытателей.
В связи с репатриацией балтийских немцев 7 ноября 1939 года общество прекратило своё существование. Часть имущества перешла к Латвийскому музею природы (1940).

## Президенты общества
- 1845—1847: Мюллер, Карл (1796—1875)[1]
- 1847—1848: Фридрих Август Теодор Вангенхайм фон Куаллен (1791—1864)
- 1848—1849: Август Готгард Левиз оф Менар[нем.] (1801—1849)
- 1849—1851: Гаральд фон Бракель (1796—1851)
- 1851—1853: Гамилькар фон Фёлькерзам
- 1853—1863: Альбрехт Эрнст Эмиль Меркель[вд] (1810—1863) [2]
- 1863—1867: Фридрих Александр Бузе
- 1867—1875: Рихард Георг Керстинг (1821—1875)[3]
- 1875—1913: Готхард Шведер (1831—1913)[4]
- 1913—1935: Карл Рейнхольд Купфер (1872—1935)
- 1935—1939: Рудольф Мейер (1880—1966)[5]

## Члены общества
В числе членов общества были многие известные учёные и преподаватели: Берг, Карлос, Бунге, Александр Андреевич, Гревингк, Константин Иванович, Гросс, Вальтер Роберт, Малта, Николай, Левиз-оф-Менар, Оскар фон, Оствальд, Вильгельм, Стрэнд, Эмбрик, Швейнфурт, Георг Август, Шмидт, Фёдор Богданович, Шнейдер, Гвидо Александрович, Эйхвальд, Эдуард Иванович.